# Маджидзаде, Юсуф
Юсуф Маджидзаде (род. 24 февраля 1938 в Тебризе) — иранский археолог азербайджанского происхождения.

## Биография
Юсуф Маджидзаде является главой раскопок в Озбаки, Кабристане и Джирофте.
В 2007 году Маджидзаде представил в Кермане семинар под названием «Джирофт, колыбель восточной цивилизации». Во время лекции он сказал: «История цивилизации в Джирофте восходит к 2700 г. до н. э., эта цивилизация является недостающим звеном цепи цивилизации, которую археологи давно искали». Он также заявил: «Мы не отрицаем месопотамскую цивилизацию, но мы считаем, что культура Джирофта имеет равное значение для месопотамцев. Единственное отличие состоит в том, что месопотамская цивилизация имела культурную преемственность, в то время как цивилизация Джирофта страдала от взлетов и падений по естественным причинам. Таким образом, она возникла в определённый период и была похоронена позднее».
Он ушел из Тегеранского университета после Иранская революция и сейчас живёт во Франции.